# Riedeliops yingjiangensis
Riedeliops yingjiangensis es una especie de coleóptero de la familia Attelabidae.

## Distribución geográfica
Habita en China.